# Canaries (Arrow)
Canaries es el decimotercer episodio de la tercera temporada y quincuagésimo noveno episodio a lo largo de la serie de televisión estadounidense de drama y ciencia ficción, Arrow. El episodio fue escrito por Jake Coburn y Emilio Ortega Aldrich y dirigido por Michael Schultz. Fue estrenado el 11 de febrero de 2015 en Estados Unidos por la cadena The CW.
Oliver se sorprende al ver los cambios en el equipo y ve que sus compañeros han evolucionado en su ausencia y ahora toman sus propias decisiones. Al enterarse de que Laurel ha seguido el camino de su hermana, Oliver le exige que deje de arriesgar su vida, pero cuando Werner Zytle sale a las calles de nuevo, Laurel va en contra de los deseos de Oliver y sigue la pista de Vértigo quien le administra una dosis de su droga. El mayor temor de Laurel gira en torno a Sara, por lo que el vértigo le provoca alucinar con una pelea entre Canario y Canario Negro. Por otra parte, Chase sorprende a Thea mientras Roy trata de advertirle que se mantenga alejada de Malcolm.

## Elenco
- Stephen Amell como Oliver Queen/la Flecha.
- Katie Cassidy como Laurel Lance/Canario.
- David Ramsey como John Diggle.
- Willa Holland como Thea Queen.
- Emily Bett Rickards como Felicity Smoak.
- Colton Haynes como Roy Harper/Arsenal.
- John Barrowman como Malcolm Merlyn/Arquero Oscuro.
- Paul Blackthorne como el capitán Quentin Lance.

## Continuidad
- Werner Zytle fue visto anteriormente en The Calm.
- Sara Lance fue vista anteriormente en Sara.

- Sara fue asesinada por Thea en The Calm.
- La voz de Sara puede ser escuchada en Midnight City gracias a una manipulación de Felicity para que Laurel se hiciera pasar por ella ante Quentin.

- Amanda Waller fue vista anteriormente en Left Behind.
- Chase fue visto anteriormente en Midnight City.
- Oliver le confiesa a Thea que él es la Flecha.
- Quentin le confiesa a Laurel que sabe que ella es la mujer vestida de negro.
- Laurel le confiesa a Quentin que Sara murió.
- Chase muere en este episodio.
- Oliver y Thea viajan a Lian Yu.
- En un flashback se revela que Amanda llevó a Oliver de vuelta a Ciudad Starling.
- Thea Queen se convierte en la vigésimo tercera persona conocida en estar al tanto de la verdadera identidad de Arrow, siendo John Diggle (Lone Gunmen), Derek Reston (Legacies), Helena Bertinelli (Muse of Fire), Felicity Smoak (The Odyssey), Tommy Merlyn (Dead to Rights), el Dr. Webb (Unfinished Business), Malcolm Merlyn (Darkness on the Edge of Town), Sara Lance (Crucible), Amanda Waller (Keep Your Enemies Closer), el Conde Vértigo (State v. Queen), Barry Allen (The Scientist), Slade Wilson (Three Ghosts), Roy Harper (Tremors), Lyla Michaels (Suicide Squad), Isabel Rochev y Laurel Lance (Deathstroke), Moira Queen (Seeing Red) y Sebastian Blood (City of Blood), Caitlin Snow, Cisco Ramon, Harrison Wells y Joe West (Flash vs. Arrow), las otras veintidós.

## Desarrollo

### Producción
La producción de este episodio comenzó el 17 de noviembre y terminó el 25 de noviembre de 2014.

### Filmación
El episodio fue filmado del 26 de noviembre al 9 de diciembre de 2014.

## Recepción

### Recepción de la crítica
Jesse Schedeen de IGN calificó al episodio como grandioso y le otorgó una puntuación de 8.4, comentando: "Arrow recuperó algo de su impulso perdido de la semana pasada con un fuerte conflicto que permitió una revancha con Zytle y obligó a Ollie y Laurel a hacer frente a algunos demonios personales. Había ciertos elementos que no funcionaron (el intento de asesinato de Chase y el cambio radical de postura de Thea con su padre), pero en su mayor parte este episodio prosperó en una mezcla de momentos emotivos y emocionantes escenas de flashback".